# Lewis (Szkocja)
Lewis (gael. Leòdhas) – północna część wyspy Lewis and Harris – największej w archipelagu Hebrydów Zewnętrznych, w Szkocji. Jej populacja w 2001 r. wynosiła 16 872 osoby; powierzchnia – 1770 km².
Lewis (po gaelicku: Eilean Leòdhas, Leòdhas (dom Leoda), An t-Eilean Fada) jest północną częścią najbardziej na północ wysuniętej i największej wyspy Hebrydów Zewnętrznych. Południowa część wyspy oddzielona od Lewis wysokim i trudnym do pokonania pasmem gór nazywa się Harris. Większość z ponad 18 000 mieszkańców mieszka w Stornoway, największym mieście wyspy, które jest jednocześnie ośrodkiem administracyjnym wyspy.
Ważniejsze miejscowości na Lewis to Stornoway, Callanish i Carloway. Stornoway posiada stałe połączenie promowe z Ullapool.
Region należał dawniej do hrabstwa Ross-shire, następnie do Ross and Cromarty, a obecnie, jak cały archipelag, do jednostki administracyjnej Hebrydy Zewnętrzne.